# YTRAPRETFA
YTRAPRETFA – album z remiksami utworów z płyty Afterparty zespołu Cool Kids of Death. Album został wydany jako płyta winylowa w limitowanym nakładzie 500 egzemplarzy.

## Spis utworów
Strona A
1. "Afterparty (Methadone RMX)"
2. "Nagle zapomnieć wszystko (FLWNKZ Remix)"
3. "TV Panika (Goodboy Khris aka Nygga Dick (Dick4Dick) RMX)"
4. "Mężczyźni bez amunicji (Videoturisten)"
5. "Nagle zapomnieć wszystko (MEDIENGRUPPE TELEKOMMANDER RMX)"

Strona B
1. "Mężczyźni bez amunicji (KAMP! Remix)"
2. "Ruin gruz (Methadone RMX)"
3. "Bal sobowtórów (Angelo Paradiso Remix)"
4. "Afterparty (Cinass RMX)"
5. "Mamo, mój komputer jest zepsuty (Deuce RMX)"